# Nikodem (Nagajew)
Nikołaj Wasiliewicz Nagajew, ros. Николай Васильевич Нагаев (ur. 1883, zm. 17 października 1976 w Londynie) – rosyjski wojskowy (generał major), emigracyjny publicysta i biskup prawosławny, kapelan 4 pułku Rosyjskiego Korpusu Ochronnego podczas II wojny światowej.

## Życiorys
Ukończył 1 korpus kadetów, a następnie Pawłowską Szkołę Wojskową. Służył w lejbgwardii 2 gwardyjskiego batalionu strzeleckiego. W 1910 r. ukończył Imperatorską Nikołajewską Akademię Wojskową, po czym powrócił do macierzystego batalionu, rozwiniętego wkrótce w pułk.
Brał udział w I wojnie światowej. W 1916 został odznaczony Orderem św. Jerzego 4 klasy. Awansował do stopnia pułkownika. W 1917 został w stopniu generała majora dowódcą 2 carskosiołowego pułku strzeleckiego lejbgwardii. Pod koniec 1917 przystąpił do białych. W 1918 walczył z bolszewikami na Kubaniu jako dowódca samodzielnego batalionu piechoty Kozaków kubańskich. Pod koniec 1918 uczestniczył w formowaniu gwardyjskich oddziałów wojskowych w armii białych. Od 1919 był szefem sztabu samodzielnej dywizji gwardyjskiej gen. Nikołaja I. Stackelberga. Po ewakuacji wojsk białych z Krymu do Gallipoli w listopadzie 1920 r., zamieszkał w Serbii. Był autorem wspomnień z okresu wojny domowej w Rosji pt. „В памятные дни гвардейских стрелков” (Tallinn, 1932) i artykułu pt. „Некоторые особенности гражданской войны на Юге России в 1918— 1920 гг. (Ездящая пехота)” (Belgrad, 1921).
W okresie II wojny światowej podjął współpracę z Niemcami. W 1943 wstąpił do prawosławnego klasztoru, przyjmując imię mnisze Nikodem. W 1944 wstąpił do Rosyjskiego Korpusu Ochronnego, zostając kapelanem 4 pułku. Po zakończeniu wojny zamieszkał w Wielkiej Brytanii. W 1954 w cerkwi św. Hioba w Brukseli został wyświęcony na biskupa Richmond i Wielkiej Brytanii w jurysdykcji Rosyjskiego Kościoła Prawosławnego poza granicami Rosji.